# برايان مارشال (منافس ألعاب قوى)
برايان مارشال هو منافس ألعاب قوى كندي، ولد في 1 أبريل 1965 في أوتاوا في كندا.

## وصلات خارجية
- برايان مارشال على موقع الاتحاد الدولي لألعاب القوى (الإنجليزية)
- برايان مارشال على موقع أوليمبيديا (الإنجليزية)